# هیدنویاما رایگورو
هیدنویاما رایگورو (به ژاپنی: 秀の山 雷五郎) کُشتی‌گیر سوموی اهل استان میاگی در کشور ژاپن است که نهمین کشتی‌گیر دارای رتبهٔ یوکوزونا محسوب می‌شود. وی در سال ۱۸۴۷ میلادی به این مرتبه ارتقا یافت و در سال ۱۸۵۰ میلادی بازنشست شد. هیدنویاما رایگورو توانست ۶ بار قهرمان (یوشو) مسابقات سومو شود.